# Lill-Knäsjö
Lill-Knäsjö är en sjö i Älvdalens kommun i Dalarna och ingår i Dalälvens huvudavrinningsområde. Sjön har en area på 0,264 kvadratkilometer och ligger 625,1 meter över havet. Sjön avvattnas av vattendraget Knärån.

## Delavrinningsområde
Lill-Knäsjö ingår i det delavrinningsområde (680938-139650) som SMHI kallar för Utloppet av Lill-Knäsjö. Medelhöjden är 662 meter över havet och ytan är 3,96 kvadratkilometer. Det finns ett avrinningsområde uppströms, och räknas det in blir den ackumulerade arean 8,82 kvadratkilometer. Knärån som avvattnar avrinningsområdet har biflödesordning 2, vilket innebär att vattnet flödar genom totalt 2 vattendrag innan det når havet efter 383 kilometer. Avrinningsområdet består mestadels av skog (85 procent). Avrinningsområdet har 0,26 kvadratkilometer vattenytor vilket ger det en sjöprocent på 6,7 procent.